# Willie Whitelaw
William Stephen Ian (Willie) Whitelaw, Burggraaf Whitelaw (Nairn, Schotland, 28 juni 1918 – Penrith, Engeland, 1 juli 1999) was een Brits politicus van de Conservative Party.
Hij was van 1979 tot 1988 een van de belangrijkste ministers in de kabinetten van Margaret Thatcher. Op 11 juni 1983 werd hij tot de adelstand verheven als een Burggraaf (Viscount). Thatcher benoemde hem daarna tot Leader of the House of Lords en Lord President of the Council, functies die hij tot 1988 bekleedde.
- Gemeinsame Normdatei: 132029766
- International Standard Name Identifier: 0000 0000 8363 1561
- Library of Congress Control Number: n85109789
- SNAC: w6xx4nrr
- Système universitaire de documentation: 076018849
- Virtual International Authority File: 21112571
- WorldCat: E39PBJmXHBBHB8bRyb87wJPG73